# Euphyia terminisecta
Euphyia terminisecta là một loài bướm đêm trong họ Geometridae.